# Sally Berg

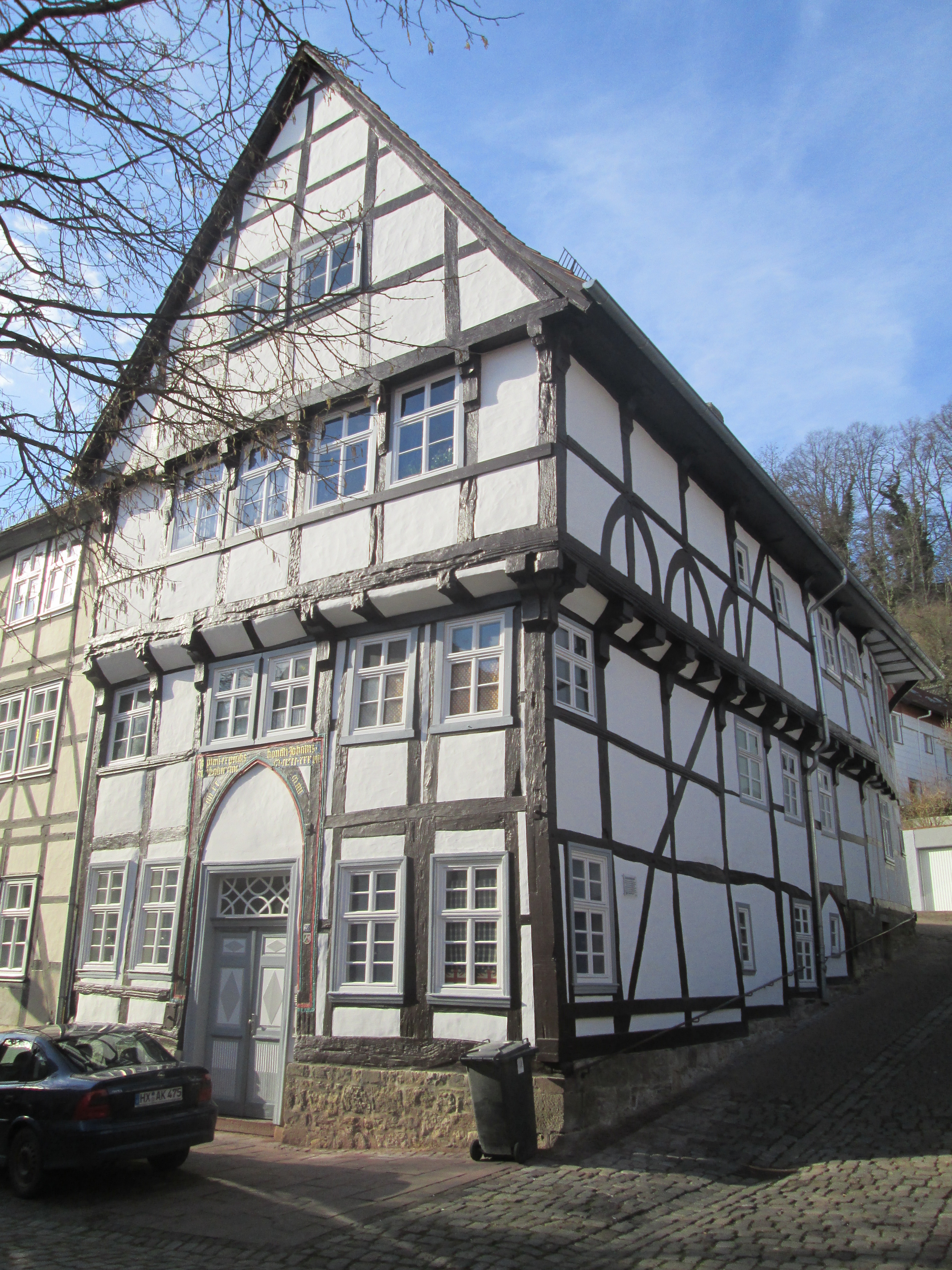
De geboorteplaats van Sally Berg in Warburg (2011)

Albert (Sally) Berg (Warburg (Westfalen), 1857 - 18 juni 1924) was een joodse uit Duitsland afkomstige zakenman en couturier.
Sally Berg ging in 1873 werken bij Hirsch in Brussel. Met Sylvain Kahn (1857-1929) die belast werd met de stoffeninkoop en het toezicht op de winkel, vestigde hij in 1882 in Amsterdam een modehuis aan het Leidseplein en Weteringschans onder de naam Modemagazijn Hirsch & Cie.
Sylvain Kahn en Sally Berg maakten hun modeontwerpen na naar Franse modellen op de maat voor hun vooraanstaande klanten, onder wie de koninginnen Emma en Wilhelmina. Sally Berg ging regelmatig naar hen toe om de collecties te tonen. De firma Hirsch had dan ook het predicaat Hofleverancier.
In 1895 kocht Sally Berg het Weense couturehuis Drecoll en ontwierp daar de collecties met zijn bedrijfsleidster Marguerite von Wagner-Besançon, die ook bij Hirsch in Amsterdam had gewerkt. In 1902 zijn Sally Berg en Sylvain Kahn onder de naam Drecoll een modehuis in Parijs begonnen. Voor deze vestiging ontwierpen Von Wagner-Besançon en Berg ook de collecties. Daarnaast bleef hij ontwerpen voor Hirsch in Amsterdam, maar evenals in Wenen en Parijs deed hij dit niet onder zijn eigen naam.
Bij de opening van het nieuwe Hirsch-gebouw in november 1912 werd de eerste modeshow in Nederland gehouden. 
Van 1912-1917 bezat hij ook een parfumeriefabriek in Neuilly-sur-Seine.

In 1924 overleed Sally Berg. Hij liet een omvangrijk vermogen na waarvan een deel bestemd was voor de oprichting van een familiefonds en een ander deel ten goede kwam aan verschillende joodse en niet joodse sociale instellingen.
Veel textielbedrijven die in de 19e eeuw werden opgericht, hadden - evenals Maison Hirsch - hun wortels in Westfalen. Zowel katholieke evenals joodse ondernemers zochten hun heil elders en hadden later bedrijven zoals Gerzon, Kreymborg, Lampe, C&A (Clemens en August Brenninkmeijer), Peek & Cloppenburg, en Vroom & Dreesmann, in hun omvangrijke vestigingen in Nederland.